# Vallières-les-Grandes

Vallières-les-Grandes este o comună în departamentul Loir-et-Cher, Franța. În 1 ianuarie 2022 avea o populație de 944 de locuitori.